# Дыры (Американская история ужасов)
«Дыры» (англ. «Holes») — пятый эпизод седьмого сезона американского телесериала-антологии «Американская история ужасов». Эпизод вышел 3 октября 2017 года на телеканале FX. Режиссёр — Мэгги Кайли, сценарист — Кристал Лью.

## Сюжет
Эпизод начинается с нарезок из репортажей Беверли Хоуп (Адина Портер), в которых говорится о загадочных убийствах. Её босс, Боб Томпсон (Дермот Малруни), говорит ей, что её репортажи — чушь, так как преступность сейчас ниже обычного, и что Беверли просто пугает народ. Она же говорит, что народу нужно знать правду, и упоминает, что Боб спал с погибшей Сереной. Он грозится увольнением Беверли, но та говорит, что созовёт конференцию, где расскажет сколько раз Боб домогался погибшей девушки. Боб её выгоняет.
Кай (Эван Питерс) собрал в доме всех своих единомышленников. Его сестра, Уинтер (Билли Лурд), рассказывает, что избиратели даже не знает функций городского совета, не говоря о Кае. Эр-Джей (Джеймс Моросини) не понимает, зачем Каю становиться членом совета. Ударив его, Кай объясняет, что люди сейчас идут за вождями. Харрисон (Билли Айкнер) говорит, что убийства должны стать ещё страшнее. Но Беверли сообщает, что никто не будет боятся, пока этого не увидит. Кай предлагает убить Боба. Вдруг в подвал заходит опоздавшая на встречу Айви (Элисон Пилл).
Элли (Сара Полсон) снится сон, в котором на её шее появляются дыры, из которых лезут жуки. Об этом она рассказывает своему психологу — доктору Руди Винсенту (Шайенн Джексон). Элли очень сильно переживает расставание с Озом (Купер Додсон). Так же она замечает, что Айви будто подготовилась к уходу из дома. Теперь Элли может видится с сыном только под присмотром со стороны Айви, но на этих встречах она не может себя вести непринужденно.
Айви и Уинтер едут на задание. Айви подмечает, что у Оза всё хорошо. Уинтер извиняется, что всё вышло именно так, что Озу пришлось найти ту запись. Но Айви понимает, что радикальные действия — единственный выход. Кай и банда приезжают на дело. Они надевают костюмы клоунов, после чего нападают на Боба, при этом говоря «Ave Satanas». Он говорит ему, что у него на чердаке есть раб. Поднявшись наверх, они видят мужчину в трусах, подвешенного на крючки. Эр-Джей предлагает его отпустить, но Кай всё равно его убивает. Айви не может на это смотреть и убегает в туалет. Остальные приводят Боба, и Беверли, перед этим ему показав своё лицо, убивает его. Позже Беверли ведёт репортаж около дома Боба, называя его последней жертвой серийного убийцы. В эфире она также показывает запись, сделанную Эр-Джеем во время убийства.
Кай и Беверли беседуют в ресторане. Кай говорит, что миссия могла пройти более гладко, если бы Айви не убежала. Но Беверли винит в этом другого — своего напарника Эр-Джея. Флешбэк переносит нас на пять недель назад. Культ готовит гробы для убийства Рози (Лора Аллен) и Марка (Рон Мелендес). После убийства Мэдоу (Лесли Гроссман) спрашивает, долго ли они будут их там держать. С ней соглашается Эр-Джей и требует их выпустить. Но Беверли говорит, что это необходимо для достижения их цели. В настоящее время, в ресторане, Кай соглашается с Беверли.
Элли бродит по пустой комнате сына. Посмотрев в телескоп, она видит в окне соседского дома целующихся Харрисона и детектива Сэмюэлса (Колтон Хейнс), а также как Харрисон носит что-то в чёрном мешке. Элли идёт на разведку в дом соседей. На заднем дворе она видит яму, в которой лежит Мэдоу, она просит Элли о помощи. Но Элли убегает в свой дом, запирает все двери и выключает свет. Элли звонит в 911, а потом звонит Айви. Та, конечно, не рада звонку. Кто-то ломится в дверь. А затем Мэдоу стучится в окно дома Элли. Она умоляет её впустить, но Элли говорит, что полиция и так скоро приедет. Мэдоу говорит, что во всём этом замешан культ, в котором состоит и полиция, и её муж, и няня Элли, и даже её жена. После этих слов Мэдоу уносят в мешке. Айви всё ещё на связи, но Элли сбрасывает звонок.
В доме Кая собирается вся команда. Айви спрашивает, где Мэдоу, Харрисон говорит, что она у подруги. Приходит Кай, и Уинтер говорит, что её брат опережает других кандидатов в городской совет. Он говорит, что вместе они совершили великое. Кай предлагает стать более преданными и сплочёнными прямо сейчас. Спустившись в подвал, они увидели связанного Эр-Джея, которого Кай называет якорем и слабым звеном. Кай предлагает Айви быть первой, так как в прошлый раз она убежала. Айви, сопротивляясь, потом соглашается. По очереди каждый всаживает гвоздь ему в голову. Кай задевает продолговатый мозг, тем самым избавив Эр-Джея от мучений.
Беверли и Кай проводят ритуал с мизинцами. Кай хочет узнать главный страх Беверли, но она больше хочет знать о семье Кая. Он рассказывает, что они погибли три года назад, куда нас переносит флешбэк. Его отец, Скотт Андерсон (Дж. Грант Альбрехт), попал в аварию и стал инвалидом, после чего его характер стал более испорченным. Он всегда доставал свою жену и сына. Однажды мать Кая, Джули, не выдержала и застрелила его, а затем и себя. Кай позвонил брату, им оказался Руди Винсент. Он объясняет ему, что зарегистрированная смерть родителей испортит репутацию Винсента как психотерапевта, а также они больше не будут получать пособия. Они соединяют мизинцы, после укладывают тела родителей в кровать, покрывают их щёлочью и запирают дверь. Уинтер приезжает на день благодарения, и Кай показывает ей тела. Кай признаётся Беверли, что иногда он приходит к родителям. История доводит Кая до слёз.

## Критика и приём
Премьеру этого эпизода посмотрело 2,20 миллиона человек с долей 1,1 в возрастной категории от 18 до 49 лет.
«Дыры» получили позитивные отзывы от критиков. Так, на аналитическом агрегаторе Rotten Tomatos эпизод получил 85 % одобрения, основанных на 13 рецензиях. Общая оценка эпизода на сайте — 7,8/10.